# Heřmanův Městec (nádraží)
Heřmanův Městec je železniční stanice v severozápadní části města Heřmanův Městec v okrese Chrudim
v Pardubickém kraji poblíž Zlatého potoka. Leží na neelektrizovaných
tratích Přelouč–Prachovice a Chrudim – Borohrádek.

## Historie
Staniční budova byla otevřena 15. února 1882 železniční společností Rakouská společnost státní dráhy na trati vedoucí z Přelouče, kudy od roku 1845 procházela železnice z Olomouce do Prahy, přes Heřmanův Městec do Prachovic.
Dne 26. září 1899 zahájila provoz trať z Borohrádku do Heřmanova Městce zbudovaná společností Místní dráha Chrudimsko-holická, která také obsluhovala nádraží Chrudim město.
Po zestátnění StEG v roce 1908 pak obsluhovala stanici jedna společnost, Císařsko-královské státní dráhy (kkStB), po roce 1918 pak správu přebraly Československé státní dráhy, místní dráha z Chrudimi byla zestátněna až v roce 1925.

## Popis
Do konce roku 2022 se zde nacházela čtyři jednostranná úrovňová nástupiště. Po rekonstrukci stanice, která proběhla současně s budováním nového přilehlého autobusového terminálu, zde vznikla dvě nová vyvýšená nástupiště, obě přístupná z terminálu. V rámci přestavby došlo i ke změně uspořádání kolejí. Bývalé koleje č. 1 a 2 byly ukončeny u nedaleké nakládací plochy, kolej č. 3 byla změněna v kusou a končí mezi nástupištěm 1 a 2. Stanice byla zároveň opatřena vizuálním informačním systémem a osvětlením.[zdroj?]

## Provoz
V současné době (7/2024) osobní dopravu zajišťují České dráhy motorovou jednotkou řady 814. Ve všední dny se jedná o 12 párů vlaků, o víkendech a státních svátcích 9 párů vlaků. Vlaky jezdí v úseku Heřmanův Městec-Přelouč, 1 pár vlaků denně jede až do/z Pardubic.[zdroj?]